# فلوریان نیدرلشنر
فلوریان نیدرلشنر (انگلیسی: Florian Niederlechner؛ زادهٔ ۲۴ اکتبر ۱۹۹۰) بازیکن فوتبال اهل آلمان است.
از باشگاه‌هایی که در آن بازی کرده‌است می‌توان به باشگاه فوتبال فرایبورگ، باشگاه فوتبال ماینتس ۰۵، و باشگاه فوتبال هایدنهایم اشاره کرد.